# Phyllophila atripars
Phyllophila atripars là một loài bướm đêm trong họ Noctuidae.